# Charles D. Cooper
Charles DeKay Cooper (* 1769 in Rhinebeck, Provinz New York; † 30. Januar 1831) war ein US-amerikanischer Mediziner (physician), Jurist und Politiker (Demokratisch-Republikanische Partei).

## Werdegang
Charles DeKay Cooper, Sohn von Elizabeth DeKay und Dr. Ananias Cooper, wurde während der Regierungszeit von König Georg III. im Dutchess County geboren. Über seine Jugendjahre ist nichts bekannt. Er studierte bei seinem Vater in New York City Medizin und wurde Physician. 1791 ließ er sich in Albany (New York) nieder und begann 1792 zu praktizieren. Er heiratete Margaret Vernor (um 1774–1860), die Adoptivtochter des Vizegouverneurs John Tayler. Das Paar bekam fünf Kinder. Eines der Kinder war Generalmajor John Tayler Cooper (1798–1878), ein Rechtsanwalt, der die Tochter von New York State Comptroller John Vernon Henry heiratete. Ein weiteres Kind war Reverend Charles DeKay Cooper (1813–1902), der Cornelia Lansing Sutherland heiratete, Enkelin von Chancellor John Lansing.
1794 wurde Charles DeKay Cooper zum Hafenarzt im Port of Albany ernannt.
Im Februar 1804 besuchte Cooper eine Dinnerparty, während welcher Alexander Hamilton sich eindringlich und eloquent gegen den Plan der Föderalistischen Partei, Aaron Burr als ihren Kandidaten für das Amt des Gouverneurs von New York zu nominieren, aussprach. Cooper schrieb später einen Brief an Philip Schuyler, den Schwiegervater von Alexander Hamilton. Dort verwies er auf die despicable opinon von Hamilton über Burr, welche dieser zum Ausdruck brachte. Dieser Brief wurde im Albany Register veröffentlicht, aber im Vergleich zu anderen Angriffen auf Burr in der Zeitung war dieser lahm. Coopers Brief brachte in der laufenden Rivalität zwischen Burr und Hamilton aber das Fass endgültig zum Überlaufen. Burr las eine Woche später den Brief, was kurz nach seiner Niederlage bei der Wahl für das Amt des Gouverneurs von New York geschah. Dabei geriet er so über die gemachten Äußerungen von Hamilton in Rage, dass er diesen zu einem Duell forderte, in welchem Hamilton getötet wurde.
Von März 1806 bis Juni 1807 war er First Judge am Albany County Court. Cooper saß von 1815 bis 1816 in der Erie Canal Commission. Im April 1817 wurde Cooper zum Secretary of State von New York ernannt. Zu jenem Zeitpunkt war sein Schwiegervater John Tayler kommissarischer Gouverneur von New York.
Cooper wurde auf dem Dutch Church Cemetery in Albany (New York) beigesetzt.